# Mount London
Mount London är ett berg i USA och Kanada. Det ligger på gränsen mellan Alaska i USA och British Columbia i Kanada. Toppen på Mount London är 2 326 meter över havet, eller 373 meter över den omgivande terrängen. Bredden vid basen är 10,7 km.
Terrängen runt Mount London är huvudsakligen kuperad.Trakten runt Mount London är nära nog obefolkad, med mindre än två invånare per kvadratkilometer.. Det finns inga samhällen i närheten. 
Trakten runt Mount London är permanent täckt av is och snö.